# Віднес Борис Андрійович
Борис-Оттон (Бернгард-Отто) Андрійович Віднес (швед. Bernhard Otto Andersson Widnäs (12 (24) травня 1869, Карлебю, Велике князівство Фінляндське — 17 вересня 1950, Гельсінкі, Фінляндія) — російський генерал-майор, Вазаський та Нюландський губернатор.

## Життєпис
Народився 12 (24) травня 1869 в Карлебю, у Великому князівстві Фінляндському. Освіту здобув в Фінляндському кадетському корпусі, з якого випущений 10 серпня 1890 корнетом в лейб-гвардії Кінно-гренадерського полку. 10 серпня 1894 отримав звання поручика.
Пройшов курс наук в Миколаївській академії Генерального штабу, випущений по 1-му розряду. 6 грудня 1897 отримав звання штабс-ротмістра і 6 грудня 1901 одержав чин ротмістра гвардії з перейменуванням в підполковники по армії.
19 вересня 1905 призначений помічником інспектора класів Павловського військового училища, 6 грудня 1905 отримав звання полковника.
1 вересня 1910 призначений Вазаським губернатором, 6 грудня 1911 одержав чин генерал-майора із зарахуванням по гвардійській кавалерії і 6 листопада 1913 переміщений на посаду Нюландського губернатора, на якій перебував до Жовтневої революції.
Був членом Російського військово-історичного товариства і публікував свої статті в багатьох періодичних виданнях Російської імперії. Ним була написана «Коротка історія лейб-гвардії Кінно-гренадерського полку »(СПб., 1903).
Наприкінці 1917 вийшов у відставку і проживав в Гельсінгфорсі. Він не залишив своїх літературних занять і чимало публікувався вже в незалежній Фінляндії. Заснував товариство випускників Фінляндського кадетського корпусу (Кадетський клуб) і був керівником Фінляндського відділення емігрантського Товариства офіцерів Генерального штабу.
Помер 17 вересня 1950 в Гельсінкі і похований на православному цвинтарі в районі Лапінлахті .

## Нагороди
Серед інших нагород мав ордени:
- Орден Святої Анни 3-го ступеня (1903)
- Орден Святого Станіслава 2-го ступеня (1909)
- Орден Святого Володимира 3-го ступеня (1914)